# Malibu Hot Summer
A Malibu Hot Summer (másik címe Sizzle Beach, U.S.A.), 1981-ben bemutatott amerikai független vígjáték Richard Brander rendezésében, Robert Acey, Terry Congie, Leslie Brander, Roselyn Royce és az első filmes Kevin Costner főszereplésével. A film 1974-ben készült, de csak 1981-ben jelent meg Malibu Hot Summer címmel. 1986-ban a Troma Entertainment megszerezte a jogokat, és újra kiadták Sizzle Beach, U.S.A. címmel.
Kevin Costner színpadi munkás volt, mielőtt nagy áttörést ért el az Aki legyőzte Al Caponét és a Nincs kiút című filmekkel. Míg a színfalak mögött dolgozott, gyakran elhaladt a producer, Eric Louzil irodája mellett és színészi szerepeket kért tőle. Louzilnak volt egy projektje az első filmes rendező Richard Branderrel, melyben ajánlott Costnernek egy kisebb szerepet – bevallása szerint inkább kinézete, mintsem színészi képességei miatt.
A Nincs kiút (1987) című film forgatása közben Kevin Costner felvette a kapcsolatot Eric Louzil producerrel, hogy megvásárolja a Malibu Hot Summer (1981) és a Shadows Run Black (1984) jogait, de addigra Louzil már eladta azokat a Tromának. Costner mindkét filmben szerepelt pályája elején, és nem akarta, hogy bárki lássa őket, miután karrierje kezdett felívelni. A Troma végül elutasította az ajánlatát.
Louzil 2002-ben úgy nyilatkozott, hogy a két filmben való szereplése miatt nagyjából 300 interjút adott Costnerről, miután sztárrá vált.

## Cselekmény
Egy mesés malibui strandház szolgál helyszínül a bűnnek a napsütésben, miközben egy csodás hölgyekből álló trió Los Angelesben találja meg a szerelmet egy forró nyáron.
Három fiatal barátnő híres szeretne lenni, ezért elhatározzák, hogy Kaliforniába költöznek. Kevés pénzből és különösebb terv nélkül kibérelnek egy strandházat Malibuban, és megpróbálják megvalósítani álmaikat.
Az egyikük, Cheryl Reilly (Roselyn Royce) testnevelő tanári állást kap egy középiskolában, egy befektetési brókernek köszönhetően, akivel egy tengerparti futás közben ismerkedik meg. A másik, Dit McCoy színésznő (Leslie Brander), aki szereti a lovaglást, bár John Logan (Kevin Costner), a lovastábor fiatal tulajdonosa inkább tűnik érdekesebbnek, mint maga a lovaglás. A harmadik Janice Johnston (Terry Congie) kezdő népdalénekes, aki kerüli a stúdió aljas tulajdonosát, ahol a felvételeit készíti, és szeret unokatestvérével, Steve-vel (Robert Acey) lógni, aki az otthonuk negyedik lakója.

## Szereplők
| Színész              | Szerep           |
| -------------------- | ---------------- |
| Terry Congie         | Janice Johnston  |
| Lesley Brander       | Dit McCoy        |
| Roselyn Royce        | Cheryl Reilly    |
| Robert Acey          | Steve Anders     |
| Kevin Costner        | John Logan       |
| Larry Degraw         | Brent Richardson |
| James Pascucci       | Von Vitale       |
| Justin Michael Scott | Gary             |
| Peter Risch          | Pete Fargo       |
| Lulu Nicholson       | Stella Strassman |